# 大曲貴夫
大曲 貴夫（おおまがり のりお）は、日本の医師、医学者。国立国際医療研究センター 副院長、同国際感染症センター長。学位は博士（医学）（愛知医科大学・2015年）。
長崎大学熱帯医学研究所 臨床感染症学分野 客員教授、東北大学大学院医学系研究科 新興・再興感染症学講座 客員教授などの教職にもついている。

## 人物
佐賀県で酪農を営む両親のもとで生まれ育つ。小学生の頃に病気を患い佐賀医科大学医学部附属病院（現佐賀大学医学部附属病院）で治療を受け、子ども心に「医者になれば両親に心配をかけなくなる」と思うようになった。
佐賀県立武雄青陵高等学校に進学。在学中は柔道部に所属し光武則秋の指導を受けた。そこで教養のある人間になるよう『文武両道』などを教えられる。進路指導の際、官僚を目指すように助言されたが、子供の頃に抱いた医師になる事を選択する。光武との出会いがなければ、流されるままの道を選択していたという。
進学先は、子供の時に医師になる事を思い描いた佐賀医科大学医学部（現佐賀大学医学部）となった。卒業後は、聖路加国際病院に研修医として着任。ここでも人生の恩師となる感染症医で名高い古川恵一（新潟大学医学部卒）の指導を受けることになった。
古川の勧めで米国のThe University of Texas-Houston Medical School 感染症科（現McGovern Medical School）へ留学した。医療環境の違い、人種差別のようなことも経験し、のちに広い視野で物事を見ることで、日本の感染症医療を世界レベルに引き上げることにも繋がった。また古川との出会いで医師像が固まり『診断と治療がしっかりとできる医師』になる事を信念とした。その後は、各所で多くの研究・治療の功績を残した。
現在では感染症有事に対応できる医療人材の育成にも取り組んでおり、指導の際には、光武の教えだった『教養を身につけなさい』も伝えている。

## 略歴
- 1997年 - 佐賀医科大学医学部 医学科 卒業。聖路加国際病院内科 研修医
- 2002年 - テキサス大学メディカルスクール感染症科
- 2004年 - 静岡県立静岡がんセンター 感染症科 医長
- 2010年 - 静岡県立静岡がんセンター 感染症内科 部長
- 2011年 - 国立国際医療研究センター病院 国際疾病センター 副センター長など
- 2012年 - 国立国際医療研究センター病院 国際感染症センター センター長
- 2013年 - ロンドン大学大学院 Master of Science in Infectious Diseases
- 2017年以降は、国立国際医療研究センター病院 AMR臨床リファレンスセンター長、総合感染症科 科長、国際感染症センター長などの要職についている。
- 2023年9月1日 - 新型インフルエンザ等対策推進会議 委員[11]

他には東京都新型コロナウイルス感染症 医療アドバイザーなどの要職についた。

## 所属学会
- 日本感染症学会
- 日本内科学会
- 日本化学療法学会

など